# Robert May
Robert McCredie "Bob" May, o barão May de Oxford (Sydney, 8 de janeiro de 1936 – 28 de abril de 2020), foi um cientista australiano.
Foi presidente da Royal Society de 2000 a 2005, agraciado com a Medalha Copley de 2007, "por seus estudos seminais sobre interações intra e entre populações biológicas, que reformularam o entendimento de como as espécies, comunidades e ecossistemas respondem a perturbações naturais ou criadas por interferência humana".
Seus interesses principais de pesquisa foram zoologia e biologia teórica. Foi professor no Colégio Imperial de Londres.

## Morte
May morreu no dia 28 de abril de 2020, aos 84 anos.

## Premiações (seleção)
- 1991 - Medalha Linneana da Linnean Society of London[5]
- 1996 - Prêmio Crafoord da Academia Real das Ciências da Suécia[6]
- 1996 - Prêmio Balzan
- 2007 - Medalha Copley da Royal Society[7]